# Реховский, Иван Анатольевич
Иван Анатольевич Реховский (3 сентября 1986, Капустин Яр, Астраханская область, СССР — 2 июля 2022, Богородицкое, Харьковская область, Украина) — российский военнослужащий, командир группы спецназа Вооружённых Сил Российской Федерации, гвардии капитан. Герой Российской Федерации (2023, посмертно).

## Биография

### Личная жизнь
Родился 3 сентября 1986 года в посёлке городского типа Капустин Яр-1 Астраханской области.
Позже вместе с семьёй переехал в Волгоград. Учился в школе № 16 в спортивном классе, где в основном обучались пловцы. Закончил 9 классов.
В 2011 году окончил филиал военного учебно-научного центра Сухопутных войск «Общевойсковой академии Вооруженных Сил РФ» в Новосибирске.

### Участие во вторжении на Украину
По данным российских СМИ, во время вторжения России на Украину группа под командованием Ивана Реховского получила боевую задачу организовать засаду на украинских военных в районе села Богородицкое Харьковской области. 2 июля 2022 года, прикрывая собой боевых товарищей, капитан Реховский погиб. Похоронен на местном кладбище в Ленинском районе Волгоградской области.

## Звания и награды
- Герой Российской Федерации (2023, посмертно)